# Bermerain
Bermerain es una comuna francesa situada en el departamento de Norte, en la región de Alta Francia.

## Demografía
| 669 | 697 | 664 | 707 | 693 | 710 | 739 |
| Para los censos de 1962 a 1999 la población legal corresponde a la población sin duplicidades (Fuente: INSEE [Consultar]) |     |     |     |     |     |     |